# Flora Orientalis
Flora Orientalis (abrevido Fl. Orient.) es un libro con ilustraciones y descripciones botánicas que  fue escrito por el botánico, matemático, y explorador suizo, Pierre Edmond Boissier. Se publicó en 6 volúmenes en los años 1867 a 1888, con el nombre de Flora Orientalis sive enumeratio plantarum in Oriente a Graecia et Aegypto ad Indiae....

## Publicación
- vol. 1, Apr-Jun 1867;
- vol. 2, Dec 1872 or Jan 1873;
- vol. 3, Sep-Oct 1875;
- vol. 4, part 1, Sep-Oct 1875, part 2, Apr-May 1879;
- vol. 5, part 1, Jul 1882, part 2, Apr 1884,
- Suppl. Oct 1888

## Enlaces extarnes
- en IPNI

- Datos: Q5862803
- Especies: Flora Orientalis